# Campionato mondiale cadetti di scherma 2009
Il Campionato mondiale cadetti di scherma del 2009 ("2009 World Cadets Fencing Championships") è stato organizzato dalla Federazione internazionale della scherma e si è svolto a Belfast in Regno Unito dal 5 al 6 aprile.
Nel fioretto, si sono aggiudicati i titoli del campionato mondiale l'italiano Lorenzo Nista, che ha battuto in finale il connazionale Edoardo Luperi, e la statunitense Nzingha Prescod che ha avuto la meglio sulla statunitense Lee Kiefer.
Nella spada il russo Nikita Glazkov ha battuto in finale lo svedese Robin Kase, ottenendo il titolo mondiale cadetti maschile, mentre tra le donne la magiara Dorina Faczanne Budai ha superato la statunitense Katharine Holmes.
Nella sciabola il russo Kamil Ibragimov prevale sull'austriaco Mattia Willau, mentre la statunitense Diamond Wheeler ha battuto la magiara Kata Varhelyi.

## Podi

### Uomini
| Specialità  | Oro             | Argento        | Bronzo                            |
| Individuali |                 |                |                                   |
| Fioretto    | Lorenzo Nista   | Edoardo Luperi | Alexander Massialas André Sanita  |
| Spada       | Nikita Glazkov  | Robin Kase     | Marco Leombruno Andrea Santarelli |
| Sciabola    | Kamil Ibragimov | Mattia Willau  | Evgenij Statsenko Ferenc Valkai   |

### Donne
| Specialità  | Oro                   | Argento          | Bronzo                         |
| Individuali |                       |                  |                                |
| Fioretto    | Nzingha Prescod       | Lee Kiefer       | Veronika Lavrenova Alice Volpi |
| Spada       | Dorina Faczanne Budai | Katharine Holmes | Camilla Batini Anqi Xu         |
| Sciabola    | Diamond Wheeler       | Kata Varhelyi    | Nicole Glon Caterina Navarria  |

## Medagliere
| Pos.   | Nazione     | Oro | Argento | Bronzo | Totale |
| ------ | ----------- | --- | ------- | ------ | ------ |
| 1      | Stati Uniti | 2   | 2       | 2      | 6      |
| 2      | Russia      | 2   | 0       | 1      | 3      |
| 3      | Italia      | 1   | 1       | 5      | 7      |
| 4      | Ungheria    | 1   | 1       | 1      | 3      |
| 5      | Svezia      | 0   | 1       | 0      | 1      |
| 5      | Austria     | 0   | 1       | 0      | 1      |
| 6      | Germania    | 0   | 0       | 1      | 1      |
| 6      | Ucraina     | 0   | 0       | 1      | 1      |
| 6      | Cina        | 0   | 0       | 1      | 1      |
| Totale | Totale      | 6   | 6       | 12     | 24     |